# HGM-25A Titan I
HGM-25A Тайтен I (англ. HGM-25A Titan I, [’taɪtən] — «Титан») — американська рідинна двоступенева міжконтинентальна балістична ракета з моноблочною головною частиною. Була першою ракетою-носієм із роду Титан.
Спочатку, відповідно до системи позначень прийнятої у ВПС США в період 1955—1963 рр.. мала індекс SM-68. Була розроблена як міра підстраховки на випадок невдачі проекту балістичної ракети SM-65 Atlas